# Exsul familia

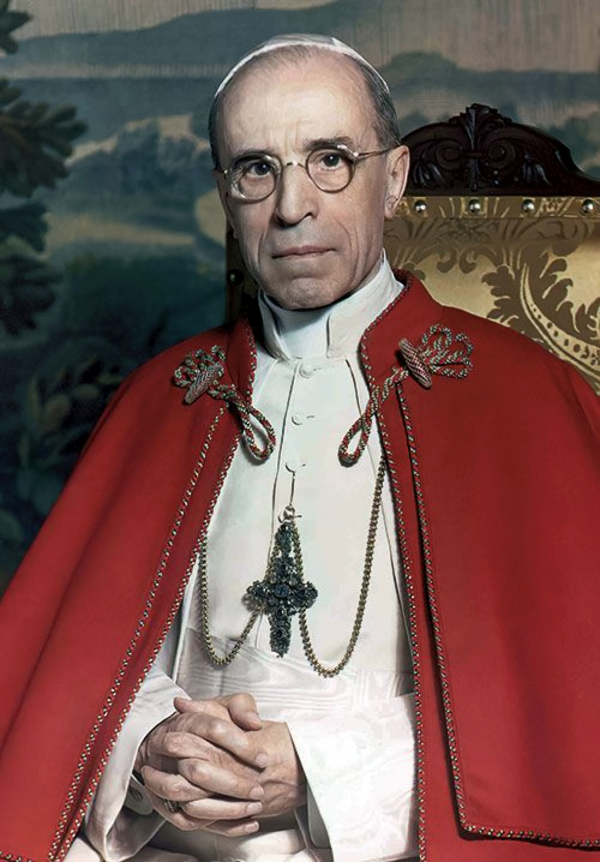
Papa Pio XII.

Exsul Familia é a constituição apostólica do Papa Pio XII sobre migração e a obrigação de cuidar dos migrantes, promulgada em 1 de agosto de 1952. O nome da constituição deriva da fuga da Sagrada Família como o protótipo de toda família em fuga.
A questão da constituição, na qual o papa pede uma política de portas abertas, foi precedida pela migração de milhões de pessoas após a Segunda Guerra Mundial. De acordo com o anuário estatístico do Conselho da Europa, em 1950 havia cerca de 11,8 milhões de migrantes somente na Europa, dos quais 1,2 milhões eram estrangeiros. A tarefa de todas as pessoas, e principalmente dos católicos, é ajudar as famílias migrantes.